# أولاد اتميم (بني نوكا)
أولاد اتميم هو دُوَّار يقع بجماعة رسلان، إقليم بركان، جهة الشرق في المملكة المغربية. ينتمي الدوّار لمشيخة بني نوكا التي تضم 7 دواوير. يقدر عدد سكانه بـ 1129 نسمة حسب الإحصاء الرسمي للسكان والسكنى لسنة 2004.

## روابط خارجية
- البوابة الوطنية للجماعات الترابية
- المندوبية السامية للتخطيط